# جيفارا البديري
جيفارا إسحاق أحمد البديري (وُلدت في القدس عام 1976) هي مراسلةٌ صحفية فلسطينية، تعمل مع قناة الجزيرة الفضائية مراسلة لها من الضفة الغربية. حاصلةٌ على درجة البكالوريوس في الصحافة والإعلام من جامعة اليرموك في إربد بالأردن.
اعتقلتها قوات الاحتلال الإسرائيلي في 5 يونيو (حزيران) 2021 أثناء تغطيتها اعتصامًا في حي الشيخ جراح وسط القدس، وكانوا قد اعتدوا عليها هي والمصور نبيل مزاوي الذي يعمل معها قبل اعتقالها بطريقة عنيفة، ثم أفرجت عنها شرطة الاحتلال الإسرائيلي في نفس اليوم، مع منعها من دخول حي الشيخ جراح لمدة 15 يومًا.

## الحياة الشخصية
هي ابنة المحامي والصحفي المقدسي إسحاق أحمد البديري مدير بيت الشرق ووالدتها السيدة هداية الكاظمي رئيسة جمعية الاتحاد النسائي العربي في القدس وأشقائها الصحفي والإعلامي أحمد البديري والمحامية عروبة البديري.
متزوجة من طبيب الأسنان فؤاد المظفر ولهما ابنتان تدعى إحداهما راية.